# Leptocerus dirghachuka
Leptocerus dirghachuka är en nattsländeart som beskrevs av Gordon och Schmid in Schmid 1987. Leptocerus dirghachuka ingår i släktet Leptocerus och familjen långhornssländor. Inga underarter finns listade i Catalogue of Life.